# British National League 1959/60
Die Saison 1959/60 war die sechste und letzte Spielzeit der British National League, der höchsten britischen Eishockeyspielklasse. Meister wurden die Streatham Royals.

## Modus
In der Hauptrunde absolvierte jede der fünf Mannschaften insgesamt 32 Spiele. Der Erstplatzierte der Hauptrunde wurde Meister. Für einen Sieg erhielt jede Mannschaft zwei Punkte, für ein Unentschieden einen Punkt und für eine Niederlage null Punkte.

## Hauptrunde

### Tabelle
|    | Klub                | Sp | S  | U | N  | Tore    | Punkte |
| -- | ------------------- | -- | -- | - | -- | ------- | ------ |
| 1. | Streatham Royals    | 32 | 17 | 5 | 10 | 151:123 | 39     |
| 2. | Nottingham Panthers | 32 | 16 | 2 | 14 | 127:132 | 34     |
| 3. | Brighton Tigers     | 32 | 14 | 3 | 15 | 144:139 | 31     |
| 4. | Paisley Pirates     | 32 | 14 | 3 | 15 | 149:151 | 31     |
| 5. | Wembley Lions       | 32 | 11 | 3 | 18 | 149:175 | 25     |

Sp = Spiele, S = Siege, U = Unentschieden, N = Niederlagen